# Taedonggang
Taedonggang là một thương hiệu bia Bắc Triều Tiên do Công ty bia Taedonggang, một công ty thuộc sở hữu nhà nước có trụ sở tại Bình Nhưỡng sản xuất. Công ty có bốn nhãn hiệu bia được bán trên thị trường. Mặc dù các nhãn hiệu được gọi đơn giản là "Bia Taedonggang", được mô tả dưới đây.

## Lịch sử
Năm 2000, Chính phủ Bắc Triều Tiên đã quyết định mua một nhà máy bia. Vào thời điểm đó họ có mối quan hệ tốt với phương Tây, thông qua kết nối với Đức, Chính phủ Bắc Triều Tiên đã mua nhà máy nguyên vẹn đang đóng cửa là Ushers of Trowbridge, Wiltshire, Anh với giá 1,5 triệu bảng thông qua nhà môi giới Uwe Oehms. Lo ngại nó có thể được sử dụng để sản xuất vũ khí hóa học, sau khi có đảm bảo từ Peter Ward, thuộc công ty sản xuất bia Thomas Hardy Brewing and Packaging đã mua chúng, rồi sắp xếp cho một đội từ Bắc Triều Tiên đến Trowbridge để tháo dỡ nó.
Được cài đặt lại và hoạt động từ năm 2002, nhà máy bia sử dụng công nghệ điều khiển sản xuất bia vi tính do Đức sản xuất. Kể từ đó, Triều Tiên đã có nguồn cung bia ổn định. 
Vào ngày 3 tháng 7 năm 2009, một quảng cáo cho sản phẩm đã được phát trên Truyền hình Trung ương Hàn Quốc trong một động thái hiếm hoi, vì có rất ít quảng cáo trên truyền hình Bắc Triều Tiên.
Quảng cáo cho thấy các kỹ thuật viên lấy mẫu bia và chai bia trôi nổi trong không gian, bắn ra bọt gợi nhớ đến một vụ phóng tên lửa. Tên lửa Taepodong của Bắc Triều Tiên đôi khi được gọi là tên lửa "Taedong".  Quảng cáo đã được phát sóng tất cả ba lần.
Kể từ năm 2016, bia đã có mặt ở Trung Quốc với số lượng hạn chế.

## Sản phẩm
Bia Taedonggang được đặt theo tên của sông Taedong, chảy qua trung tâm Bình Nhưỡng.
Nước của nó đến từ thượng nguồn sông Taedong, lúa mạch và gạo từ tỉnh Hwanghae Nam và hoa bia từ tỉnh Ryanggang.
Nó đã được chứng nhận ISO 9001, ISO 22000 và HACCP.